# Higginsia mediterranea
Higginsia mediterranea är en svampdjursart som beskrevs av Gustavo Pulitzer-Finali 1978. Higginsia mediterranea ingår i släktet Higginsia och familjen Heteroxyidae. Inga underarter finns listade i Catalogue of Life.